# Liste der deutschsprachigen Galaxy-Ausgaben
Diese Seite listet alle Ausgaben des deutschsprachigen Galaxy-Magazins im Heyne Verlag auf.

## Ausgaben
- Der Herausgeber war Walter Ernsting, ab Band 10 gemeinsam mit Thomas Schlück.

### Galaxy 1 – 1965
| Deutscher Titel                | Originaltitel        | Jahr | Autor             |
| ------------------------------ | -------------------- | ---- | ----------------- |
| Begegnung in der Unendlichkeit | Final Encounter      | 1964 | Harry Harrison    |
| Frauen haben immer recht       | Shipshape Home       | 1962 | Richard Matheson  |
| Großmutter Erde                | Grandmother Earth    | 1964 | J. T. McIntosh    |
| Glücksritter                   | Prospector’s Special | 1959 | Robert Sheckley   |
| Nachbarn                       | Neighbor             | 1964 | Robert Silverberg |
| Der lange Weg nach Hause       | The Long Way Home    | 1961 | Fred Saberhagen   |

### Galaxy 2 – 1965
| Deutscher Titel            | Originaltitel        | Jahr | Autor             |
| -------------------------- | -------------------- | ---- | ----------------- |
| Der Held                   | End as a Hero        | 1963 | Keith Laumer      |
| Die ewige Wache            | Guardian             | 1964 | Jerome Bixby      |
| Die Fessel                 | Earthbound           | 1963 | Lester del Rey    |
| Eden                       | Almost Eden          | 1964 | Jo Friday         |
| Der Tod auf dem Bildschirm | The Pain Peddlers    | 1963 | Robert Silverberg |
| Die Vögel von Lorrane      | The Birds of Lorrane | 1963 | Bill Doede        |
| Das Volk der Krieger       | Warrior Race         | 1952 | Robert Sheckley   |
| Unternehmen Merkur         | Hot Planet           | 1963 | Hal Clement       |
| Die Wunderdroge            | The Stuff            | 1961 | Henry Slesar      |

### Galaxy 3 – 1965
| Deutscher Titel           | Originaltitel          | Jahr | Autor              |
| ------------------------- | ---------------------- | ---- | ------------------ |
| Rächer der Menschen       | To Avenge Man          | 1964 | Lester del Rey     |
| Die große Illusion        | Precious Artifact      | 1964 | Philip K. Dick     |
| Das kurze Glück des Jubes | Bad Memory             | 1960 | Patrick Fahy       |
| Die treibende Kraft       | Jamieson               | 1960 | Bill Doede         |
| Die Symbionten            | Metamorphosis          | 1960 | Charles V. De Vet  |
| Pechvogel                 | Unto My Manifold Dooms | 1964 | Harry Harrison     |
| Das größte aller Monster  | The King of the Beasts | 1964 | Philip José Farmer |
| Der Flüchtling            | Runaway                | 1952 | William Morrison   |

### Galaxy 4 – 1965
| Deutscher Titel              | Originaltitel         | Jahr | Autor            |
| ---------------------------- | --------------------- | ---- | ---------------- |
| Das Y-Hormon                 | The Immortals         | 1960 | David Duncan     |
| Die Versuchung des Formlosen | Shape                 | 1953 | Robert Sheckley  |
| Falschgeld von Deneb         | Protective Mimicry    | 1953 | Algis Budrys     |
| Die Zeit-Korrektur           | Upstarts              | 1960 | L. J. Stecher    |
| Frauen für Pastan            | The Wrong World       | 1960 | J. T. McIntosh   |
| Die Antwort von den Sternen  | When the Stars Answer | 1964 | T. K. Brown, III |

### Galaxy 5 – 1966
| Deutscher Titel               | Originaltitel                     | Jahr | Autor             |
| ----------------------------- | --------------------------------- | ---- | ----------------- |
| Geschenke von den Sternen     | Kindergarten                      | 1953 | Clifford D. Simak |
| Botschafter der Zukunft       | The Realized Man                  | 1964 | Norman Spinrad    |
| Heiler für den Mars           | The Candle Lighter                | 1955 | Frederic Pohl     |
| Die Ewigkeit hat ihre Grenzen | The Dwindling Years               | 1956 | Lester del Rey    |
| Besuch aus dem Jahre 2487     | The Discovery of Morniel Mathaway | 1955 | William Tenn      |
| Die Produktionsmaschine       | The Laxian Key                    | 1954 | Robert Sheckley   |
| Die Menschenfalle             | The Snare                         | 1956 | Richard R. Smith  |

### Galaxy 6 – 1966
| Deutscher Titel            | Originaltitel         | Jahr | Autor                |
| -------------------------- | --------------------- | ---- | -------------------- |
| Havarie im Weltraum        | Death Wish            | 1956 | Ned Lang             |
| Die Viecher                | Drop Dead             | 1956 | Clifford D. Simak    |
| Der unsichtbare Beschützer | Protection            | 1956 | Robert Sheckley      |
| In der Zwischenzeit…       | Minimum Sentence      | 1953 | Theodore R. Cogswell |
| Das flachäugige Monster    | The Flat-Eyed Monster | 1955 | William Tenn         |
| Der letzte Psychiater      | Dead-End Doctor       | 1956 | Robert Bloch         |
| Menschenjäger              | Time of War           | 1965 | Mack Reynolds        |
| Die Welt der Illusionen    | In the Imagicon       | 1963 | George Henry Smith   |

### Galaxy 7 – 1966
| Deutscher Titel                         | Originaltitel          | Jahr | Autor             |
| --------------------------------------- | ---------------------- | ---- | ----------------- |
| Am Ende der Reise                       | At Journey's End       | 1966 | J. T. McIntosh    |
| Das Feuer, das Schwert und das Paradies | The Fire and the Sword | 1951 | Frank M. Robinson |
| Der Blick in die Zukunft                | In the Cards           | 1956 | Alan Cogan        |
| Invasion auf Samtpfoten                 | Dead Ringer            | 1956 | Lester del Rey    |
| Der schönste Tod                        | The Victim from Space  | 1957 | Robert Sheckley   |
| Die Augen des Vaters                    | Vigil                  | 1956 | E. C. Tubb        |
| Die Moklins                             | If You Was a Moklin    | 1951 | Murray Leinster   |

### Galaxy 8 – 1967
| Deutscher Titel          | Originaltitel            | Jahr | Autor                                          |
| ------------------------ | ------------------------ | ---- | ---------------------------------------------- |
| Handel mit dem Hyperraum | Someone to Watch Over Me | 1959 | Christopher Grimm (Floyd C. Gale & H. L. Gold) |
| Besuch vom Beteigeuze    | Betelgeuse Bridge        | 1951 | William Tenn                                   |
| Die Weltraumkrankheit    | Operation Distress       | 1951 | Lester del Rey                                 |
| Schlachtfest             | Small Deer               | 1965 | Clifford D. Simak                              |
| Löcher auf dem Mars      | The Holes Around Mars    | 1954 | Jerome Bixby                                   |

### Galaxy 9 – 1967
| Deutscher Titel           | Originaltitel        | Jahr | Autor             |
| ------------------------- | -------------------- | ---- | ----------------- |
| Der Tod auf dem Mars      | How the Heroes Die   | 1966 | Larry Niven       |
| Weltraumbeute             | Priceless Possession | 1966 | Arthur Porges     |
| Die Rache Seiner Majestät | With a Vengeance     | 1963 | J. P. Sellers     |
| Die Babyplage             | Children in Hiding   | 1966 | John Brunner      |
| Das Ding von den Sternen  | A Death in the House | 1959 | Clifford D. Simak |
| Das letzte Mittel         | Founding Father      | 1965 | Isaac Asimov      |
| Der König des Planeten    | King of the Planet   | 1959 | Wilson Tucker     |
| Ungeziefer                | Squirrel Cage        | 1955 | Robert Sheckley   |

### Galaxy 10 – 1968
| Deutscher Titel           | Originaltitel         | Jahr | Autor             |
| ------------------------- | --------------------- | ---- | ----------------- |
| Gefangene der Ewigkeit    | Hawksbill Station     | 1967 | Robert Silverberg |
| Das neue Mitglied         | The New Member        | 1967 | Christopher Anvil |
| Die Arena der Körperlosen | The Body Builders     | 1966 | Keith Laumer      |
| Der Mann im Höllenloch    | The Being in the Tank | 1967 | Ted Thomas        |
| Das Versteckspiel         | Hide and Seek         | 1967 | Linda Marlowe     |
| Die Wunschmaschine        | The Necessary Thing   | 1955 | Robert Sheckley   |

### Galaxy 11 – 1968
| Deutscher Titel              | Originaltitel                   | Jahr | Autor                          |
| ---------------------------- | ------------------------------- | ---- | ------------------------------ |
| Der Katalyt                  | The Piper of Dis                | 1966 | James Blish & Norman L. Knight |
| Nach dem Tag des Blutes      | The Young Priests of Adytum 199 | 1967 | James McKimmey                 |
| Im öffentlichen Dienst       | The Fairly Civil Service        | 1967 | Harry Harrison                 |
| Billiges Geld                | The South Waterford Rumple Club | 1967 | Richard Wilson                 |
| Auf der Stuka-Bahn           | Mirror of Ice                   | 1967 | Gary Wright                    |
| Rakete ins Himmelreich       | A Little Journey                | 1951 | Ray Bradbury                   |
| Der Gegenspieler             | Return Match                    | 1967 | Philip K. Dick                 |
| Die Kolonie der Unheimlichen | The Earthman’s Burden           | 1962 | Donald E. Westlake             |

### Galaxy 12 – 1969
| Deutscher Titel          | Originaltitel                  | Jahr | Autor             |
| ------------------------ | ------------------------------ | ---- | ----------------- |
| Albert, der Roboter      | How-2                          | 1954 | Clifford D. Simak |
| Einbahnstraße            | Waiting Place                  | 1968 | Harry Harrison    |
| Teamarbeit               | Brknk’s Bounty                 | 1955 | Jerry Sohl        |
| Das Glücksspiel          | There Is a Tide                | 1968 | Larry Niven       |
| Die perfekte Stadt       | Street of Dreams, Feet of Clay | 1967 | Robert Sheckley   |
| Sprung in die Verbannung | The Drop                       | 1953 | John Christopher  |
| Der Wirtschaftsbericht   | Factsheet Six                  | 1968 | John Brunner      |

### Galaxy 13 – 1969
| Deutscher Titel          | Originaltitel               | Jahr | Autor             |
| ------------------------ | --------------------------- | ---- | ----------------- |
| Frage nicht, Soldat!     | Soldier, Ask Not            | 1964 | Gordon R. Dickson |
| Bleistifte für Arkturus  | A Flask of Fine Arcturan    | 1965 | C. C. MacApp      |
| Die Nachbarin            | The Riches of Embarrassment | 1968 | Horace L. Gold    |
| Die programmierten Hände | I Bring You Hands           | 1968 | Colin Kapp        |
| Bedienung inbegriffen    | The Deceivers               | 1968 | Larry Niven       |
| Die Gravitationsfalle    | Bulge                       | 1968 | Hal Clement       |

### Galaxy 14 – 1970
| Deutscher Titel        | Originaltitel           | Jahr | Autor               |
| ---------------------- | ----------------------- | ---- | ------------------- |
| Das Duell              | Meeting of the Minds    | 1960 | Robert Sheckley     |
| Maxwells Affe          | Maxwell’s Monkey        | 1964 | Edgar Pangborn      |
| Die Körperlosen        | Unready to Wear         | 1953 | Kurt Vonnegut, Jr.  |
| Selbstmord en gros     | All the Myriad Ways     | 1968 | Larry Niven         |
| Trixie                 | Soft and Soupy Whispers | 1964 | Sydney J. Van Scyoc |
| Der Spion im Fahrstuhl | The Spy in the Elevator | 1961 | Donald E. Westlake  |
| Ein alter Wahn         | Mary                    | 1964 | Damon Knight        |